# Augustana (Band)

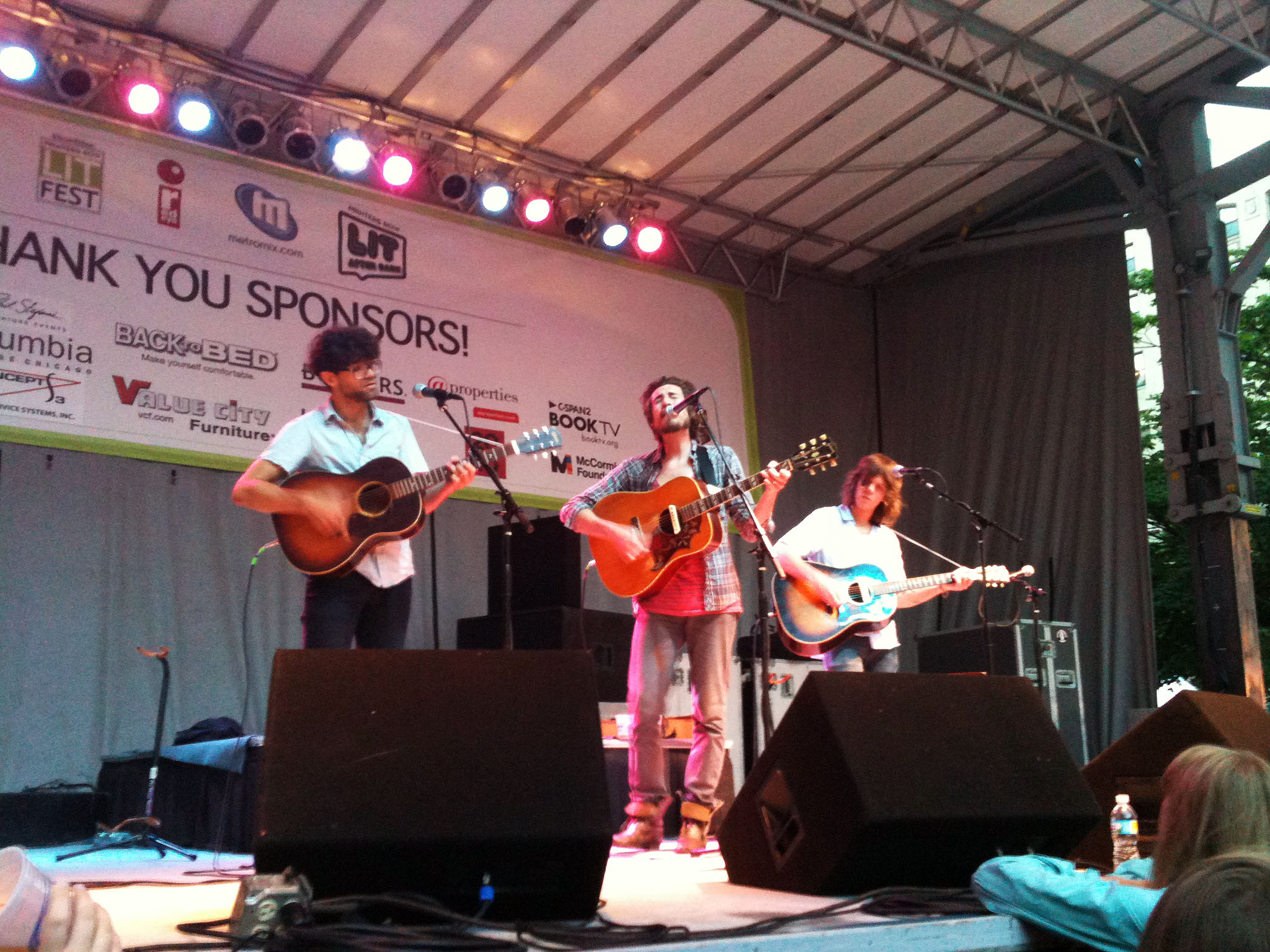
Augustana; Chicago 2010

Augustana ist eine US-amerikanische Rockband, deren Stil dem Rock/Roots Rock/Piano Rock untergeordnet wird.

## Bandgeschichte
Das Debüt-Album von Augustana kam 2003 heraus, von dem es aber anfangs nur 1000 Kopien gab.
Nachdem die Bandmitglieder Dan Layus, Josiah Rosen und Jared Palomas Augustana in Greenville, Illinois, gegründet haben, gingen sie nach Südkalifornien, wo sie auch ihren Schlagzeuger, Justin South, gefunden haben. Kurz darauf wurde Augustana dann von dem Produzenten Stephen Short, der später ihr Manager wurde, entdeckt. Bekannt wurde die Band mit ihrem zweiten Album, All the Stars and Boulevards, welches in den USA über 200.000 Mal verkauft wurde.
Die Band zeichnete sich durch Tourneen als Vorband von Switchfoot, The Fray, Counting Crows, Dashboard Confessional, O.A.R., Snow Patrol, The Damnwells, Goo Goo Dolls, Acceptance und Cartel sowie durch ihre eigenen Tourneen aus.

### All the Stars and Boulevards
All the Stars and Boulevards kam am 6. September 2005 heraus und erreichte Platz eins in den Billboard Top Heatseekers Charts und Platz 96 in den Billboard Top 200 Charts (USA). Die erste Single, Boston, kam 2005 heraus. Dies war eine andere Version, als die auf ihrem Debüt-Album Midwest Skies and Sleepless Mondays. Das Album All the Stars and Boulevards wurde noch einmal am 12. September 2006 herausgegeben und wurde auf der MySpace-Homepage der Band angekündigt. Dieses Album wurde in Best-Buy-Läden und auf der Best-Buy-Website verkauft und war am nächsten Tag ausverkauft. Die Veränderungen an diesem noch-einmal-herausgegebenen Album waren: eine regemixte Version von Wasteland, ein neuer Track, genannt Marie, Akustik-Versionen und Musikvideos von Boston und Stars and Boulevards.
Josiah Rosen verließ die Band im April 2006 und gab unabhängig seine erste Solo-Aufnahme A Memoir unter dem Namen The Last Almanac heraus.
Am 29. April 2008 erschien ein neues Album mit Namen Can’t Love, Can’t Hurt. Die erste Single heißt Sweet and Low.

## Diskografie

### Alben
- 2003: Midwest Skies and Sleepless Mondays
- 2005: All the Stars and Boulevards
- 2006: All the Stars and Boulevards (2. Veröffentlichung)
- 2008: Can’t Love, Can’t Hurt
- 2011: Augustana
- 2014: Life Imitating Life

### Singles
- 2006: Boston
- 2007: Stars and Boulevards
- 2008: Sweet and Low